# デビッド・ペイン (研究者)
デビッド・ニール・ペイン卿（Sir David Neil Payne CBE FRS FREng 、1944年8月13日 -）は、イギリスの教授。専門はフォトニクスで、サウサンプトン大学のオプトエレクトロニクス研究センターの所長を務めている。過去50年の間に光ファイバー通信の分野でいくつかの貢献をし、その業績は電気通信とレーザー技術に影響を与えている。彼の研究は大学に最初に光ファイバーを引いたタワーを導入したことを含め、電気通信や光センサーからナノフォトニクスや光学材料に至るまでフォトニクスの様々な分野にわたる。

## 経歴
ペインの1970年代のファイバ製造における研究により、今日使用されている特殊ファイバの多くがもたらされた。サウサンプトン大学のチームを率いてエルビウム添加ファイバ増幅器(EDFA)を発明した。このアイデアはアメリカ、ニュージャージー州のベル研究所に採用され、2つのチームが今日知られているEDFA技術の多くを開発した。EDFAは大量のデータを送信および増幅する機能を以てインターネットの急速な成長を促した重要な要素である。
ファイバレーザの先駆者であり、チームを率いてシングルモードのシリカファーバレーザと増幅器を発明し、 ファイバレーザの出力に対するキロワットの障壁を破った。それ以降、製造や防衛に用いるファイバレーザの発展に貢献する発見をしてきた。
現在、フォトニクスに特化した世界最大の研究グループの1つであるサウサンプトン大学のオプトエレクトロニクス研究センターの所長を務めている。また、インターネット接続を100倍拘束することを目的としたPhotonics Hyperhighway研究プロジェクトの指揮も行っている。

## 受賞
1991年にUK Rank Prize for Opticsとジョン・ティンダル賞を、1998年にベンジャミン・フランクリン・メダルを受賞している。2001年にドイツのエドゥアルト・ライン財団の基礎研究賞を受賞、同年にMountbatten Medal of the IEEを、2004年にKelvin Medal of the eight major engineering institutions for distinction in the application of science to engineeringを受賞している。2006年トムソン・ロイター引用栄誉賞受賞。IEEEにより2007年にフォトニクスにおける優れた業績に対して贈られるPhotonics Awardを授与された。これはアメリカ人以外では初の受賞であった。2008年、エルビウム添加光ファイバ増幅器の開発で賞金10万ドルのマルコーニ賞を受賞した。

## 栄誉
1992年に王立協会フェロー、2005年に王立工学アカデミーのフェローに指名された。2007年、わずか240人の外国人会員の1人として、ロシア科学アカデミーに選出された。
2011年、Marconi Societyは彼を会長に選出した。2013年、フォトニクスの研究と応用への奉仕に対して2013 New Year Honoursにおいてナイトに叙された。